# 샤를 샴포
샤를 샴포(영어: Charles Champaud)(1865~?)는 스위스의 체조 선수였다. 그는 아테네에서 열린 1896년 하계 올림픽에 참가했다.
샴포는 평행봉, 도마, 안마 경기에 나갔지만 메달을 따지는 못했으며 구체적인 순위 또한 알지 못한다.
불가리아 올림픽 위원회에 의하면 스위스 국적으로 불가리아에 살았으며 소피아의 한 고등학교에서 체조 교사로 일한 샤를 샴포는 첫 근대 올림픽에 출전했다고 한다. 그로 인해 불가리아가 참가국 목록에 끼는 경우도 있다.
불가리아에서 샤를 샴포(불가리아 키릴 문자로는 Шарл Шампо)는 축구를 불가리아에 소개해주고 1895년에 수도인 소피아에 스포츠를 전해주는데에 있어서 중요한 역할을 했다.(불가리아의 첫 축구 경기는 1894년에 바르나에서 열렸다.)